# Annalisa Gadaleta
Annalisa Gadaleta (Bari in Zuid-Italië, 21 oktober 1971) is een Italiaans-Belgisch politica voor Groen. Gadaleta studeerde filosofie aan de Universiteit van Bari. Sinds 1994 woont ze in België.
Gadaleta werd in 2012 schepen voor Nederlandstalige aangelegenheden, leefmilieu, energie en dierenwelzijn in Sint-Jans-Molenbeek.
Bij de verkiezingen van 25 mei 2014 stond ze op de derde plaats op de gezamenlijke Brusselse Kamerlijst van Ecolo, ze behaalde 4.357 stemmen, maar werd net niet verkozen.

## Publicaties
- Annalisa Gadaleta & Leonardo Palmisano: Entretien à Molenbeek. La dérive fondamentaliste du quartier le plus redouté d’Europe. 2016